# Lucien Troupel
Lucien Troupel (Parigi, 11 gennaio 1919 – Saint-Maur-des-Fossés, 19 maggio 1993) è stato un calciatore e allenatore di calcio francese, di ruolo attaccante.

## Carriera

### Club
Troupel ha militato nei settori giovanili di RC France, Tolone ed ÉSA Brive, che lo convocherà ufficialmente in prima squadra nel 1938. Due anni dopo viene acquistato dall'Olympique Marsiglia, totalizzando in due annata solamente dieci apparizioni ufficiali. Nel 1943 passa all'ÉF Marseille-Provence e l'anno successivo si unirà al Racing Besançon. Rimarrà sotto contratto con il club fino al 1948, data del suo ritiro dalle attività agonistiche.

### Allenatore
Appena dopo il suo ritiro da giocatore, intraprende la carriera manageriale col Tolone. Lascerà l'incarico nel 1952, ottenendone poi un altro sulla panchina del Cannes. Successivamente passa all'Olympique Lione per un periodo quadriennale e poi all'Olympique Marsiglia per tre anni. Dopo esser passato tra le panchine del Sedan, del Bataillon Joinville e della Nazionale francese militare, nel 1973 venne nominato nuovo tecnico del Châteauroux. Lasciò l'incarico nel 1980, ritirandosi definitivamente.